# تا پایان جهان
تا پایان جهان (آلمانی: Bis ans Ende der Welt; فرانسوی: Jusqu'au bout du monde‎) فیلم علمی تخیلی درام ساخت سال ۱۹۹۱ به کارگردانی ویم وندرس فیلمساز آلمانی است. داستان فیلم در آستانه هزاره سوم و در زمان یک فاجعه جهانی دامن‌گیر است، که مرد و زنی، با بازی ویلیام هرت و سولویگ دامارتان، را دنبال می‌کند که در سراسر جهان به خاطر دستگاهی که می‌تواند تجربه‌های زیستی را ضبط کند و به رؤیاها و خواب‌ها نمود دیداری بدهد، تحت پیگرد هستند. نخستین پیش‌نویس فیلمنامه توسط مایکل آلمریدا، فیلمساز آمریکایی، نوشته شد، اما اعتبار هنری فیلمنامه نهایی به وندرس و پیتر کری بر پایه داستانی از وندرس و دامارتین نسبت داده شده است. وندرس، که به عنوان کارگردانی منحصر به فرد در سبکفیلم جاده‌ای شناخته می‌شد، تا پایان جهان را نمونه‌ای غایی و پایانی از این سبک فیلم ساخت.
تا پایان جهان در چندین نسخه منتشر شده است که مدت زمان آن‌ها بین ۱۵۸ تا ۲۸۷ دقیقه است.

## بازیگران
- سولوی دومارتان در نقش کلیر تورنر
- چیک اورتگا در نقش چیکو رمی
- ادی میچل در نقش ریموند مونه
- ویلیام هرت در نقش سم فاربر با نام مستعار ترور مک فی
- آدل لوتز در نقش ماکیکو
- ارنی دینگو در نقش برت
- سم نیل در نقش یوجین فیتزپاتریک
- رودیگر فوگلر در نقش فیلیپ وینتر
- النا اسمیرنوا در نقش کراسیکوا
- کونیکو میاکه در نقش خانم موری
- چیشو ریو در نقش آقای موری
- آلن گارفیلد به عنوان فروشنده خودروهای دست دوم
- لویس چیلیز در نقش السا فاربر
- دیوید گالپیلیل در نقش دیوید
- ژن مورو در نقش ادیت فاربر
- جیمی لیتل در نقش پیتر
- مکس فون سیدو در نقش هنری فاربر

## ساخت
وندرس کار روی فیلم را از اواخر سال ۱۹۷۷، هنگامی که در نخستین سفرش به استرالیا، متوجه شد که محیط استرالیا برای یک فیلم علمی تخیلی بسیار مناسب است، آغاز کرد. پیش‌تولید علاوه بر شکل‌دادن به طرح پیچیده، شامل عکاسی گسترده نیز می‌شد. با این حال، پس از اینکه وندرس با ساخت فیلم‌های پاریس، تگزاس و زیر آسمان برلین به موفقیت تجاری دست یافت، توانست برای فیلم اعتبار و بودجه لازم را تهیه کند.
بودجه فیلم در حدود ۲۲ دلار میلیون (که ۳٫۷ میلیون دلار آن از سوی شرکت مالی فیلم استرالیا آمده بود) بود که بیش از مجموع هزینه‌های او برای تمام فیلم‌های پیشینش بود، و دست وندرس را برای تولید فیلمی بلندپروازانه باز گذاشت. فیلمبرداری اصلی ۲۲ هفته به درازا کشید و در ۱۱ کشور انجام شد. وندرس، که شیفتگی دیرینه ای به مناطق دورافتاده استرالیا داشت، بخش قابل توجهی از فیلم را در آلیس اسپرینگز، قلمرو شمالی در استرالیا و اطراف آن فیلمبرداری کرد.
نماهای رویاگونه در فیلم با نخستین ویدیوهای کیفیت بالا فیلمبرداری شدند. وندرس و مهندس‌های ان‌اچ‌کی (تنها تأسیساتی که در آن زمان می‌توانست ویدیوهای HD را پخش کند) به مدت شش هفته روی این سکانس‌ها کار کردند و عمداً تصاویر را مخدوش کردند تا نماهای دیدنی شگرفی ایجاد کنند. آنها نخست یک روگرفت تند و سریع از نماها را ضبط می‌کردند، و سپس آن را با سرعت عادی پخش می‌کردند.
گریم رول موسیقی متن فیلم و دیگر صداها را ساخت. برای آهنگ‌های افزوده، وندرس آهنگ‌های اصلی را از تعدادی از هنرمندان مورد علاقه‌اش سفارش داد و از آنها خواست تا نوع موسیقی را که یک دهه بعد، زمانی که داستان فیلم روی می‌داد، پیش‌بینی کنند.

## بازخورد
روگرفت (نسخه) کوتاه شده تا پایان جهان پس از اکران در سینماها با پیشباز ضعیف تماشاگران روبرو شد، که نشانه شکست تجاری و هنری بود. در آمریکا، این فیلم توسط برادران وارنر در دسامبر ۱۹۹۱ در ۴ نوبت نمایش داده شد. مجموع فروش باکس آفیس آمریکا کمتر از ۸۳۰۰۰۰ دلار بود.
در ژانویه ۱۹۹۲ راجر ایبرت با بررسی روگرفت سینمایی فیلم، ۲ ستاره از ۴ ستاره را به فیلم داد و آن را بدون «روایت همگرا» که برای حفظ علاقه به داستان مورد نیاز است توصیف کرد و نوشت که «(تا پایان جهان) مانند فیلمی است که پیش از نوشته شدن فیلمبرداری شده و پیش از پایان یافتن، ویرایش و تدوین شده است.» او ادامه داد که احتمالاً یک مستند در مورد جهانگردی گیراتر از خود فیلم می‌شد.
منتقدان بعدی - که برخی برشِ کارگردان را نقد کرده بودند- دیدگاه بهتری به فیلم داشتند. در تارنمای راتن تومیتوز، فیلم بر پایه ۱۷ دیدگاه، امتیاز ۸۸٪ را دارد.

## روگرفت‌ها

جلد مجموعه کرایتون که توسط میشل بلوند طراحی شده است.

بر پایه گزارش‌ها، روگرفت نخستین فیلم ۲۰ ساعت بوده است. چندین روگرفت کوتاه شده از فیلم به صورت تجاری پخش شده یا به نمایش عمومی درآمده است. وندرس بر پایه قراردادی که با پشتیبانان مالی خود داشت موظف بود که یک فیلم بلند استاندارد ارائه دهد، بنابراین او دو برش آمریکایی و اروپایی ۱۵۸ و ۱۷۹ دقیقه ای ویرایش کرد که از آن به عنوان روگرفت‌های «مناسب بیننده» یاد می‌شود. در همین حال، او و تدوینگرش پیتر پرزیگودا مخفیانه با هزینه شخصی خود یک روگرفت کامل از نگاتیوهای فیلم برای خود ساختند، و سالیان بعد روی روگرفت ۵ ساعته فیلم کار کردند و آن را به پایان رساندند که دهه‌ها بعد آن را نمایش دادند. نسخه ای شبیه به آنچه در این نمایش‌ها نشان داده شد به عنوان یک سه‌گانه ۲۸۰ دقیقه ای از فیلم پخش شد.
همچنین یک دیسک لیزری ۲۳۹ دقیقه‌ای همراه با توضیحات و زیرنویس ژاپنی از فیلم پخش شده است. چندین ویرایش غیرمجاز هواداران وجود دارد که بخش‌هایی از روگرفت‌های گفته شده را با هم می‌آمیزد.
در سپتامبر ۲۰۱۹، مجموعه کرایتون اعلام کرد که یک نسخه ویژه بلو ری و دی‌وی‌دی از بازسازی 4K برش ۲۸۷ دقیقه ای کارگردان را در دست ساخت دارد که در ۱۰ دسامبر ۲۰۱۹ آن را پخش کرد.

## موسیقی متن
موسیقی متن فیلم در ۱۰ دسامبر ۱۹۹۱ منتشر شد که شامل قطعات زیر است:
1. «عنوان افتتاحیه» - گریم رول
2. «سکس و ویولن» - تاکینگ هدز
3. «بوسه‌های تابستانی، اشک‌های زمستانی» - جولی کروز
4. «با من بیا (دوبله)» – ننه چری
5. «دشمن» - کرایم اند سیتی سلوشن
6. «چه خوب است» - لو رید
7. «خواب دیشب» - کن
8. «بیهوده» - آر.ئی.ام.
9. «روزها» - الویس کاستلو
10. «مایه کلر» - گریم رول
11. «(دوستت خواهم داشت) تا پایان جهان» - نیک کیو اند د بد سیدز
12. «این زمان‌بر است» - پتی اسمیت (همراه با فرد اسمیت)
13. «درب مرگ» - دپش مد
14. «پیش‌زمینه عشق» - گریم رول
15. «همه فرشتگان را صدا بزنید» (روگرفت ریمیکس) - جین سیبری با کی. دی لنگ
16. «انسان‌های زمینی» - تی بون برنت
17. «خوابیدن در رختخواب شیطان» - دانیل لانویس
18. «تا پایان جهان» - یوتو
19. «پایان» - گریم رول